# ليلاند تي كينيدي
ليلاند تي كينيدي (بالإنجليزية: Leland T. Kennedy)‏ هو عسكري أمريكي، ولد في 1934 في لويفيل في الولايات المتحدة، وتوفي في 28 ديسمبر 2003 في يوركتاون ‏ في الولايات المتحدة.